# Titanyl phosphate de potassium
Le phosphate de titanyle et de potassium (KTiOPO4) ou KTP est un matériau couramment employé en optique non linéaire pour le doublage de fréquence de diode laser. On le retrouve ainsi dans des lasers de type Nd:YAG et d'autres lasers dopés au néodyme. Ce matériau a un seuil d'endommagement optique relativement élevé (~ 15 J·cm-2), avec de bonnes propriétés de non-linéarité optique et une grande stabilité thermique.
Il présente une structure cristalline de type orthorhombique. De plus, il montre une bonne transparence aux longueurs d'onde comprises entre 350 et 2 700 nm et commence à devenir opaque vers 4 500 nm.

## Propriétés
| Point de fusion                                                        | ~1 172 °C                                                       |
| Densité                                                                | 3,01                                                            |
| Conductivité thermique                                                 | 13 W·m-1·K-1                                                    |
| Fenêtre de transparence                                                | 350~4 500 nm                                                    |
| Coefficient thermo-optique                                             | dnx/dT=1,1 × 10−5 dny/dT=1,3 × 10−5 dnz/dT=1,6 × 10−5           |
| Coefficients significatifs du tenseur d de susceptibilité non linéaire | d31=6,5 pm/V d24=7,6 pm/V d32=5 pm/V d15=6,1 pm/V d33=13,7 pm/V |

Pour obtenir son indice de réfraction en fonction de la fréquence, l'équation empirique de Sellmeier peut être utilisée :
{\displaystyle n_{i}={\sqrt {A_{i}+{\frac {B_{i}}{1-C_{i}.\lambda ^{-2}}}-D_{i}.\lambda ^{2}}}}

## Titanyl phosphate de potassium périodiquement polarisé (PPKTP)
Le titanyl phosphate de potassium périodiquement polarisé (PPKTP, en anglais Periodically poled potassium titanyl phosphate) est du KTP avec des régions de domaines alternés au sein du cristal pour des applications variées en optique non linéaire et en conversion de fréquence. Il peut être ajusté en longueur d'onde pour effectuer efficacement la génération de seconde harmonique, la génération de la fréquence somme et la génération de la fréquence différence. Les interactions optiques dans le PPKTP sont basées sur le quasi-accord de phase (en), réalisé par la polarisation périodique du cristal, où une structure de domaines ferroélectriques régulièrement espacés avec des orientations alternées est créée dans le matériau.
Le PPKTP est utilisé couramment pour de conversions de fréquence de types 1 & 2 avec des longueurs d'onde de pompage de 730–3500 nm.
Les autres matériaux utilisés pour la polarisation périodique sont des cristaux inorganiques à large bande interdite comme le niobate de lithium (avec le niobate de lithium périodiquement polarisé, PPLN), le tantalate de lithium et certains matériaux organiques.